# Caduque basale

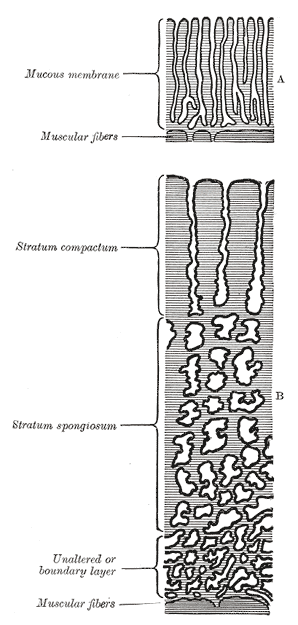
Sections schématiques de la muqueuse utérine : A. L'utérus non enceinte. B. L'utérus de la femme enceinte, montrant la muqueuse épaissie

La caduque basale que l'on peut également nommer caduque basilaire est une portion de l'endomètre de l'utérus, qui à la suite de l'installation d'un blastocyste va se différencier par réaction déciduale. 
Cette caduque basale se situe entre la paroi du myomètre (ou muscle utérin) et le blastocyste.
Cette caduque basale sera à l'origine de la partie maternelle du placenta.